# Heraklit
Heraklit Efežanin (grč. Ἡράκλειτος ὁ Ἐφέσιος; 535. pr. Kr. – 475. pr. Kr.) je grčki filozof predsokratovac. 

## Život
Heraklit je život proveo u rodnom Efezu, živeći povučeno, razočaran u demokratsko državno uređenje. Diogen Laertije izvještava da je Heraklit napisao knjigu, no za njim je – kao i za ostalim predsokratovcima – ostao sačuvan samo niz fragmenata i tuđih svjedočanstava. Misao mu je dijelom ostala nejasna, zbog čega ga već i za njegova doba nazivaju Mračnim (ὁ Σκοτεινός).

## Učenje
Heraklit govori o jedinstvu svih bića, koja su u stalnoj promjeni. Svijet je pun suprotnosti, a sve je u kretanju: nema nepromjenjivog bitka. Sve teče (πάντα ῥεῖ) formula je koja sažima njegovo učenje, koje je eminentno dijalektičko. Sve se kreće, sve se neprestano mijenja; stvari nastaju, mijenjaju se i propadaju. Stvarnost, nastala borbom suprotnosti, u vječnom je procesu postajanja. Stvari spoznajemo tek po njihovim suprotnostima.
Moderno tumačenje Heraklitova učenja iznijelo je na svjetlo aspekt jedinstva suprotnosti: postajanje je samo varav privid, a iza njega se, dublje, krije sklad; svijetom prividno vlada nered, no sve zbivanje sadrži unutarnju zakonitost. Upravo je ovdje, da bi definirao taj tajni zakon harmonije, Heraklit – prvi u povijesti – upotrijebio pojam logosa, koji će obilježiti čitavu grčku filozofiju. Logos je kod Heraklita i jedinstvo i borba suprotnosti, zakonitost koja vlada kako prirodom tako i ljudskim društvom.
Heraklit je za simbol postajanja uzeo vatru, najnestabilniji od svih elemenata. Njezina je toplina počelo života, njezina svjetlost prožima kozmos, njezin plamen preobražava sve s čime se nađe u doticaju, nezaustavljivi je nemir vatre slika vječnog kretanja (postajanja). Simbol postajanja je i novac, koji ne samo da neprestano prelazi iz ruke u ruku, nego se isto tako i on mijenja (razmjenjuje) sa svim stvarima i sve stvari s njime.
Heraklit je s prijezirom gledao na način mišljenja svojih suvremenika. Govorio je protiv religijskih obreda; ljude je upućivao na mudrost, koja je spoznaja stvari onakvima kakve one uistinu jesu, a ne kakvima se čine. Mudrost je spoznaja logosa, a on se spoznaje razumom, ne osjetilima.
Heraklit je držao da je vatra osnovna materija, počelo: sve se, poput plamena iz vatre, rađa umiranjem nečeg drugog. Vatra je pokretač vječnog nastajanja. Jedni smatraju da je izabrao vatru za arhei, što je mislila većina Jonjana, da je jedan element počelo, tad bi se mogao svrstati s Talesom, Anaksimanesom i dr. Drugi smatraju da je njemu vatra samo simbol vječnog kretanja, bivanja, postojanja. Svijet je vječno živa (promjena) vatra koja se s mjerom (princip) pali i s mjerom gasi. U vatri je vidio prasupstanciju: Ovaj kosmos (red svijeta isti za sve) nije uredio nikakav bog, već je bio, jest i bit će vječno živi oganj koji se po određenim zakonitostima pali i gasi. Odabrao je vatru zato što izaziva mnoge promjene. Plinije Stariji – Ne zna se da li ona više uništava ili stvara.	
U metafizici Heraklita, kao i Anaksimandresa, dominira ideja kosmičke pravde, koja sprječava da se ovaj sukob suprotnosti ikada pretvori u potpunu pobjedu jednog ili drugog. Mjera je ravnoteža puteva nagore i nadole, i to tvori skrivenu usklađenost svijeta. Sam Heraklit, i pored sve svoje vjeru u promjenu, dopuštao je da je nešto vječito. Ideja vječnosti (kao suprotnost beskrajnom trajanju) koja potiče od Parmenidesa, ne može se naći kod Heraklita, ali u njegovoj filozofiji centralna vatra nikada ne umire: svijet je uvijek bio, jeste i uvijek će biti vječito živa Vatra.
Nasuprot filozofiji Elejaca, Heraklitova dijalektička misao smatra da je sve u neprekidnom kretanju, postajanju i nestajanju. Čuvena je njegova izreka sve teče (panta rei), ne nalazi se doduše u autentičnim fragmentima ali u biti izražava jednu od glavnih misli Efežanina da se cjelokupna zbilja nalazi u stalnom toku, stalnim promjenama. Pri tom sve postaje iz jednog, a iz svega opet jedno. 
Njegov osnovni princip jedinstvo suprotnosti: Jedno isto prebiva u nama: živo i mrtvo, budno i spavajuće, staro i mlado. Postoji jedinstvo svijeta, ali to jedinstvo čini spoj suprotnosti. Sve stvari proizlaze iz jednog, a jedno iz svih stvari.  Ljudi ne znaju da se ono što je u suprotnosti slaže sa samim sobom. To je usklađivanje suprotnih napetosti kao kod luka i lire. Drugačije je uživanje čovjeka i životinje. Magarci bi radije izabrali slamu nego zlato. I priroda teži ka suprotnom i iz toga stvara sklad, a ne iz jednakoga (muško i žensko, visoki i kratki tonovi). Bolest učini zdravlje ugodnim i dobrim glad-sitost, umor-odmor. Sve je prožeto suprotnostima, dan-noć, život-smrt. 
On je smatrao da su upravo oprečnost i proturječnost među pojavama dokaz njihove stvarnosti, jer ništa ne ostaje isto nego se sve mijenja ili postaje. Rat je otac svih stvari (ne oružani rat) nego sukob među suprotnostima + –. Rat, oprečnost, različnost i suprotnosti temelj su svijeta. Vatra živi od smrti zraka, a zrak živi od smrti vatre; voda živi od smrti zemlje, zemlja od smrti vode». Dva su procesa kojima se vatra pretvara u sve. Put naniže  – rat, borba, potreba. Put naviše – sloga, mir, sitost.	
Borbu suprotnosti shvaća kao suštinsko značenje za bivstvovanje Jednog. Jedno postoji u napetosti suprotnosti. Stvarnost je jedno i mnoštvo. U Jednom je sve usklađeno. Bog je dan-noć, sitost-glad, rat-mir, sve suprotnosti. Bogu je sve lijepo, dobro i pravedno, a ljudi jedno drže pravednim, a drugo nepravednim. 
Kretanje je pridodavao svim stvarima, vječno vječnima, a prolazno prolaznima. Ovo učenje njegovi učenici najčešće ističu, kao što je opisano u Platonovom Teetetu. Ne možeš dvaput ući u jednu te istu rijeku, jer prema tebi stalno teče nova voda. Kretanje – promjena, postojanje, bivanje – nastaje iz napetosti suprotnosti. Čovjek se kreće prema onome što nema (student-diploma). Da postoji jedan pol ne bi bilo kretanja. Bivanje i kretanje nije isto. Kretanje iz jednog bića u drugo, iz nebitka u bitak, i obrnuto. Da bi promijenio mjesto morate negirati prethodno mjesto odakle ste došli. Imamo ništa A___B, ne negiramo mjesto već da više nismo tu. Kretanje ne bi bilo moguće ako nema negacije, bez kombinacije bitka i nebitka nema kretanja. Za kretanje je potrebno ništa. I prazan prostor je nešto. Čim imamo bivanje pa nestajanje. Bivanje, nebivanje, bivanje. Čovjek živi pa umre. Bivanje je kombinacija. Kreda -> prah, nije više kreda = ništa. Ništa i bitak se prožimaju. Isprepliću se, plaćaju kaznu. I bitak i nebitak postoje. Isprepleteno nastaje kretanje. To bivanje za njega nije kaotično, postoje zakonitosti, ima svoju logiku. Bitak jeste. Nebitak jeste.

## Spisi i izvori
Njegov način pisanja je težak, i u antici ga zovu Mračni, jer je teško doprijeti do njegove misli. Spis O prirodi(napisao ga je Paramenid)≈ 130 fragmenata autentičnih sačuvano je, potrudio se da ga nejasnije napiše kako bi mu mogli pristupiti samo sposobni ljudi i kako ne bi bio lako preziran od prostog puka. Pisao je sažeto i kratko. Sokrates kaže – Sve što sam razumio izvrsno je. Originalan mislilac i njegove ideje su rezultat vlastitog proučavanja prirode i čovjeka. O svim svojim istaknutim prethodnicima govori loše, s jednim jedinim izuzetkom – Homera bi trebalo izbaciti sa spiska i izbičevati. Izučavanje mnogih stvari ne uči razumu, inače bi tome naučilo Hezioda i Pitagoru, kao i Ksenofanesa. Jedini izuzetak u njegovim prekorima bio je Teutamos, koji je rekao da je većina ljudi loša. 
Izreka: Ja sam istražio samog sebe. Najmudriji čovjek je majmun u usporedbi s Bogom, kao što je najljepši majmun ružan u usporedbi s čovjekom. Kao kod svih filozofa prije Platona, i njegove riječi su poznate samo preko citata, koje su uglavnom navodili Platon i Aristoteles kako bi mogli da ih pobijaju. Kada pomislimo šta bi bilo s bilo kojim od suvremenih filozofa, kada bi bio poznat samo preko svojih protivnika, postaje jasno koliko su predsokratovci bili vrijedni divljenja, jer su čak i kroz veo zlobe, koji su širili njihovi neprijatelji, još uvijek veliki.

## Ontologija
Sve se mijenja ne može se dva puta ući u jedan te isti tok rijeke, da li je tada ista rijeka i jeste i nije. 
Najrevolucionarniji mislilac u cjelokupnoj historiji filozofije, jer je kao načelo života u svijetu uzeo borbu. Rat je roditelj svemu i car sveme: jedne je učinio bogovima, druge ljudima, jedne robovima, druge slobodnima, ali treba znati da je rat općta pojava, i borba da je pravda, i da se sve rađa borbom i nužnošću.
Besmrtni su smrtni, a smrtni besmrtni, jer je život smrt onih a smrt onih život ovih. Život i smrt odvojeni su samo vremenom.

## Kozmologija
Mora postojati nešto vječno da bi kozmos-svemir bio vječan. Čim je biće to je propadljivo. U svakom biću prebiva i postojeće i ništa. Čovjek u sebi nosi smrt – smrti prethodi proces od dječaka do starca. Kako se ponovo sve vraća u vatru, periodično se izmjenjuju svjetski požar i ponovno stvaranje svijeta. 

## Psihologija
Duša je nepropadljiva, vraća se u svemir, u njoj srodno. Za dušu je smrt da postane voda.

## Gnoseologija
Čovjek je za spoznavanje istine opskrbljen s dva oruđa – opažanjem (percepcija) i razumom (logos). Opažanje je nepouzdano, logos je kriterij istine. Oči i uši su loši svjedoci ljudima koji imaju barbarske duše. Logos samo božanski. Postajemo sposobni kada disanjem udahnemo taj božanski logos. Herakleitos kaže da čovjek nije razumom obdaren, već sposobnost mišljenja ima samo svijet koji nas okružuje. Spoznaje se zajedničkim i božanskim logosom. Logos je kod Herakleitos kozmički princip. Sve suprotnosti stvaraju jedinstvo «skrivenu harmoniju» pa se cjelokupni proces odvija po zakonu «po najvišem umu» koji mnogi ne shvaćaju iako žive po njemu: Za taj logos premda je vječan, ljudi nemaju razumijevanja ni prije nego što za njega čuju, ni pošto su čuli: jer iako se sve zbiva po zakonu oni su nalik na neiskusne. Um, logos zajedničko je svemu postojećem, u koliko mislimo po njemu i sudjelujemo u njemu, utoliko smo kod istine. Zato valja ići za onim što je zajedničko. Ali premda je logos zajednički, ipak većina živi tako kao da ima svoju vlastitu pamet. Herakleitos smatra da postoji zakon sveopći na koji način stvari postaju i nestaju, sve je tim zahvaćeno.

## Etika
Narav je čovjekova njegova sudbina. Moglo bi se reći, da Heraklit cjeni moć koja se postiže samokontrolom, a prezire strasti koje ljude odvlače od njihovih glavnih ambicija. Državom bi trebala upravljati aristokracija uma i karaktera. Njegova etika i politika nose klasnu obojenost. U etičkim i sociološkim pitanjima Heraklit aristokratski govori o mnoštvu koje je nezasitno kao stoka. Njegov prezir prema čovječanstvu doveo ga je do zaključka, da samo sila može prisiliti ljude da rade za vlastito dobro. Svaku životinju na pašu goni bič. Jedan od sastavnih dijelova Heraklitove dijalektike i etike, jest učenje o relativnosti osobina i etičkih učenja. Da ne znamo za noć, ne bi znali ni za dan. 
Onaj koji je okaljan zločinom nastoji se čistiti novom krvlju (krvlju, ubojstvom okaljanom čovjeku svećenik bi u ritualu pročišćavanja na ruke izlijevao krv zaklane životinje). To je kao ako bi se netko, ušavši u blato, blatom oprao. Ako bi ga netko od ljudi opazio gdje tako radi smatrao bi ga ludim. I takvim se božjim kipovima mole kao kad bi netko razgovarao sa zgradom ne imajući pojma što su bogovi i heroji.

## Glasoviti citati
- Protivno se udružuje i iz raznih tonova postaje najljepša harmonija i sve biva borbom.
- Ako poslušate ne mene, nego logos, mudro je priznavati da je sve jedno.
- Ja sam proučio sama sebe
- Rat je otac svemu, svemu kralj: jedne je iznio kao bogove, druge kao ljude, jedne je učinio robovima, a druge slobodnima
- Bog je dan i noć, zima i ljeto, rat i mir, sitost i glad.
- Sve su stvari zamjena za Vatru, i Vatra za sve stvari, kao što su robe zamjena za zlato i zlato za robe."
- Oči i uši su ljudima lažni svjedoci ako su im duše barbarske.
- Mnogoznalost čovjeka ne čini pametnim.
- Ovaj svijet, isti za sve, nije stvorio nijedan bog i nijedan čovjek, nego je uvijek bio, jest i bit će vječna vatra koja se s mjerom pali i s mjerom gasi.